# Cafés do Brasil Indy 300 de 2010
O Cafés do Brasil Indy 300 de 2010 foi a décima sétima corrida da temporada de 2010 da IndyCar Series. A corrida foi disputada no dia 2 de outubro no Homestead-Miami Speedway, localizado na cidade de Homestead, Flórida. O vencedor foi o neozelandês Scott Dixon, da equipe Chip Ganassi Racing.

## Pilotos e Equipes
No total 27 carros foram inscritos para corrida.
| Nº | Piloto                  | Equipe                     | Chassis | Motor | Pneu |
| -- | ----------------------- | -------------------------- | ------- | ----- | ---- |
| 2  | Raphael Matos           | de Ferran Dragon Racing    | Dallara | Honda | F    |
| 3  | Hélio Castroneves       | Team Penske                | Dallara | Honda | F    |
| 4  | Dan Wheldon             | Panther Racing             | Dallara | Honda | F    |
| 5  | Takuma Sato (R)         | KV Racing Technology       | Dallara | Honda | F    |
| 6  | Ryan Briscoe            | Team Penske                | Dallara | Honda | F    |
| 7  | Danica Patrick          | Andretti Autosport         | Dallara | Honda | F    |
| 8  | E. J. Viso              | KV Racing Technology       | Dallara | Honda | F    |
| 9  | Scott Dixon             | Chip Ganassi Racing        | Dallara | Honda | F    |
| 10 | Dario Franchitti        | Chip Ganassi Racing        | Dallara | Honda | F    |
| 11 | Tony Kanaan             | Andretti Autosport         | Dallara | Honda | F    |
| 12 | Will Power              | Team Penske                | Dallara | Honda | F    |
| 14 | Vitor Meira             | A. J. Foyt Enterprises     | Dallara | Honda | F    |
| 18 | Milka Duno              | Dale Coyne Racing          | Dallara | Honda | F    |
| 19 | Alex Lloyd (R)          | Dale Coyne Racing          | Dallara | Honda | F    |
| 20 | Ed Carpenter            | Panther Racing             | Dallara | Honda | F    |
| 22 | Justin Wilson           | Dreyer & Reinbold Racing   | Dallara | Honda | F    |
| 24 | Ana Beatriz (R)         | Dreyer & Reinbold Racing   | Dallara | Honda | F    |
| 26 | Marco Andretti          | Andretti Autosport         | Dallara | Honda | F    |
| 32 | Mario Moraes            | KV Racing Technology       | Dallara | Honda | F    |
| 34 | Bertrand Baguette (R)   | Conquest Racing            | Dallara | Honda | F    |
| 36 | Sebastian Saavedra (R)  | Conquest Racing            | Dallara | Honda | F    |
| 37 | Ryan Hunter-Reay        | Andretti Autosport         | Dallara | Honda | F    |
| 67 | Sarah Fisher            | Sarah Fisher Racing        | Dallara | Honda | F    |
| 77 | Alex Tagliani           | FAZZT Race Team            | Dallara | Honda | F    |
| 78 | Simona de Silvestro (R) | HVM Racing                 | Dallara | Honda | F    |
| 02 | Graham Rahal            | Newman/Haas/Lanigan Racing | Dallara | Honda | F    |
| 06 | Hideki Mutoh            | Newman/Haas/Lanigan Racing | Dallara | Honda | F    |

- (R) - Rookie

## Resultados

### Treino classificatório
| 1         | 10 | Dario Franchitti        | Chip Ganassi Racing      | 25.0689 | 25.0843 | 50.1532 |
| 2         | 9  | Scott Dixon             | Chip Ganassi Racing      | 25.0930 | 25.1258 | 50.2188 |
| 3         | 12 | Will Power              | Team Penske              | 25.1577 | 25.1387 | 50.2964 |
| 4         | 6  | Ryan Briscoe            | Team Penske              | 25.2009 | 25.1954 | 50.3963 |
| 5         | 4  | Dan Wheldon             | Panther Racing           | 25.2505 | 25.1994 | 50.4499 |
| 6         | 22 | Justin Wilson           | Dreyer & Reinbold Racing | 25.2698 | 25.2523 | 50.5221 |
| 7         | 20 | Ed Carpenter            | Panther Racing           | 25.2629 | 25.3036 | 50.5665 |
| 8         | 11 | Tony Kanaan             | Andretti Autosport       | 25.2815 | 25.2975 | 50.5790 |
| 9         | 5  | Takuma Sato (R)         | KV Racing Technology     | 25.3067 | 25.2812 | 50.5879 |
| 10        | 3  | Hélio Castroneves       | Team Penske              | 25.2970 | 25.3185 | 50.6155 |
| 11        | 7  | Danica Patrick          | Andretti Autosport       | 25.3362 | 25.3337 | 50.6699 |
| 12        | 8  | E. J. Viso              | KV Racing Technology     | 25.3496 | 25.3407 | 50.6903 |
| 13        | 32 | Mario Moraes            | KV Racing Technology     | 25.3482 | 25.3870 | 50.7352 |
| 14        | 34 | Bertrand Baguette (R)   | Conquest Racing          | 25.3394 | 25.3966 | 50.7360 |
| 15        | 24 | Ana Beatriz (R)         | Dreyer & Reinbold Racing | 25.3685 | 25.3731 | 50.7416 |
| 16        | 26 | Marco Andretti          | Andretti Autosport       | 25.3717 | 25.3739 | 50.7456 |
| 17        | 67 | Sarah Fisher            | Sarah Fisher Racing      | 25.3575 | 25.3946 | 50.7521 |
| 18        | 02 | Graham Rahal            | Newman/Haas Racing       | 25.3658 | 25.3965 | 50.7623 |
| 19        | 77 | Alex Tagliani           | FAZZT Race Team          | 25.8230 | 25.7831 | 50.6061 |
| 20        | 37 | Ryan Hunter-Reay        | KV Racing Technology     | 25.4499 | 25.4572 | 50.9071 |
| 21        | 14 | Vitor Meira             | A. J. Foyt Enterprises   | 25.4144 | 25.4957 | 50.9101 |
| 22        | 19 | Alex Lloyd (R)          | Newman/Haas Racing       | 25.5221 | 25.5275 | 51.0496 |
| 23        | 2  | Raphael Matos           | de Ferran Dragon Racing  | 25.5388 | 25.5432 | 51.0820 |
| 24        | 36 | Sebastian Saavedra (R)  | Conquest Racing          | 25.5367 | 25.5460 | 51.0827 |
| 25        | 78 | Simona de Silvestro (R) | HVM Racing               | 25.5698 | 25.5915 | 51.1613 |
| 26        | 06 | Hideki Mutoh            | Newman/Haas Racing       | 25.5570 | 25.7041 | 51.2611 |
| 27        | 18 | Milka Duno              | Dale Coyne Racing        | 25.7039 | 25.7096 | 51.4135 |
| Relatório |    |                         |                          |         |         |         |

- (R) - Rookie

### Corrida
| Pos       | Nº | Piloto                  | Equipe                   | Voltas | Tempo        | Largada | Voltas na Liderança | Pontos |
| --------- | -- | ----------------------- | ------------------------ | ------ | ------------ | ------- | ------------------- | ------ |
| 1         | 9  | Scott Dixon             | Chip Ganassi Racing      | 200    | 1:52:08.5580 | 2       | 47                  | 50     |
| 2         | 7  | Danica Patrick          | Andretti Autosport       | 200    | +2.7587      | 11      | 0                   | 40     |
| 3         | 11 | Tony Kanaan             | Andretti Autosport       | 200    | +2.7698      | 8       | 4                   | 35     |
| 4         | 6  | Ryan Briscoe            | Team Penske              | 200    | +3.7827      | 4       | 7                   | 32     |
| 5         | 3  | Hélio Castroneves       | Team Penske              | 200    | +5.3324      | 10      | 1                   | 30     |
| 6         | 14 | Vitor Meira             | A. J. Foyt Enterprises   | 200    | +7.2126      | 21      | 0                   | 28     |
| 7         | 26 | Marco Andretti          | Andretti Autosport       | 200    | +8.3637      | 16      | 10                  | 26     |
| 8         | 10 | Dario Franchitti        | Chip Ganassi Racing      | 200    | +11.1401     | 1       | 128                 | 24+3   |
| 9         | 4  | Dan Wheldon             | Panther Racing           | 200    | +22.2521     | 5       | 0                   | 22     |
| 10        | 02 | Graham Rahal            | Panther Racing           | 199    | +1 volta     | 18      | 0                   | 20     |
| 11        | 37 | Ryan Hunter-Reay        | Andretti Autosport       | 199    | +1 volta     | 20      | 0                   | 19     |
| 12        | 19 | Alex Lloyd (R)          | Dale Coyne Racing        | 199    | +1 volta     | 22      | 0                   | 18     |
| 13        | 20 | Ed Carpenter            | Panther Racing           | 199    | +1 volta     | 7       | 0                   | 17     |
| 14        | 77 | Alex Tagliani           | FAZZT Race Team          | 199    | +1 volta     | 19      | 3                   | 16     |
| 15        | 34 | Bertrand Baguette (R)   | Conquest Racing          | 199    | +1 volta     | 14      | 0                   | 15     |
| 16        | 36 | Sebastian Saavedra (R)  | Conquest Racing          | 199    | +1 volta     | 24      | 0                   | 14     |
| 17        | 2  | Raphael Matos           | de Ferran Dragon Racing  | 199    | +1 volta     | 23      | 0                   | 13     |
| 18        | 5  | Takuma Sato (R)         | KV Racing Technology     | 199    | +1 volta     | 9       | 0                   | 12     |
| 19        | 8  | E. J. Viso              | KV Racing Technology     | 198    | +2 voltas    | 12      | 0                   | 12     |
| 20        | 06 | Hideki Mutoh            | Newman/Haas Racing       | 198    | +2 voltas    | 26      | 0                   | 12     |
| 21        | 22 | Justin Wilson           | Dreyer & Reinbold Racing | 198    | +2 voltas    | 6       | 0                   | 12     |
| 22        | 67 | Sarah Fisher            | Sarah Fisher Racing      | 197    | +3 voltas    | 17      | 0                   | 12     |
| 23        | 78 | Simona de Silvestro (R) | HVM Racing               | 197    | +3 voltas    | 25      | 0                   | 12     |
| 24        | 18 | Milka Duno              | Dale Coyne Racing        | 170    | Contato      | 27      | 0                   | 12     |
| 25        | 12 | Will Power              | Team Penske              | 143    | Contato      | 3       | 0                   | 10     |
| 26        | 24 | Ana Beatriz (R)         | Dreyer & Reinbold Racing | 42     | Contato      | 15      | 0                   | 10     |
| 27        | 32 | Mario Moraes            | KV Racing Technology     | 25     | Mecânico     | 13      | 0                   | 10     |
| Relatório |    |                         |                          |        |              |         |                     |        |

- (R) - Rookie

## Tabela do campeonato após a corrida
Observe que somente as dez primeiras posições estão incluídas na tabela.
| Pos | Var     | Piloto            | Pontos |
| --- | ------- | ----------------- | ------ |
| 1   | Aumento | Dario Franchitti  | 602    |
| 2   | Baixa   | Will Power        | 597    |
| 3   | Aumento | Scott Dixon       | 547    |
| 4   | Baixa   | Hélio Castroneves | 531    |
| 5   | Estável | Ryan Briscoe      | 482    |

| Pos | Var     | Piloto           | Pontos |
| --- | ------- | ---------------- | ------ |
| 6   | Aumento | Tony Kanaan      | 453    |
| 7   | Baixa   | Ryan Hunter-Reay | 445    |
| 8   | Estável | Marco Andretti   | 392    |
| 9   | Estável | Dan Wheldon      | 388    |
| 10  | Aumento | Danica Patrick   | 367    |